# Idaho County
Idaho County är ett administrativt område i delstaten Idaho, USA, med 16 267 invånare (2010). Den administrativa huvudorten (county seat) är Grangeville.

## Geografi
Enligt United States Census Bureau har countyt en total area på 22 021 km². 21 975 km² av den arean är land och 46 km² är vatten.

### Angränsande countyn
- Clearwater County - nord
- Missoula County, Montana - nordöst
- Ravalli County, Montana - öst
- Lemhi County - sydöst
- Valley County - syd
- Adams County - sydväst
- Wallowa County, Oregon - väst
- Nez Perce County - nordväst
- Lewis County - nordväst

### Orter
- Cottonwood
- Elk City
- Ferdinand
- Grangeville (huvudort)
- Kamiah (delvis i Lewis County)
- Kooskia
- Riggins
- Stites
- White Bird